# Lvovjanka
Lvovjanka is een historisch Russisch merk van 45 cc bromfietsen die vanaf 1962 geproduceerd werden.